# Val-et-Châtillon
Val-et-Châtillon est une commune française située dans le département de Meurthe-et-Moselle, en région Grand Est.
Ses habitants ont la particularité de s'appeler les Renards.

## Géographie
| Cirey-sur-Vezouze |                  | Bertrambois            |
|                   | Val-et-Châtillon |                        |
| Petitmont         |                  | Grandfontaine Bas-Rhin |

Roche des Druides.
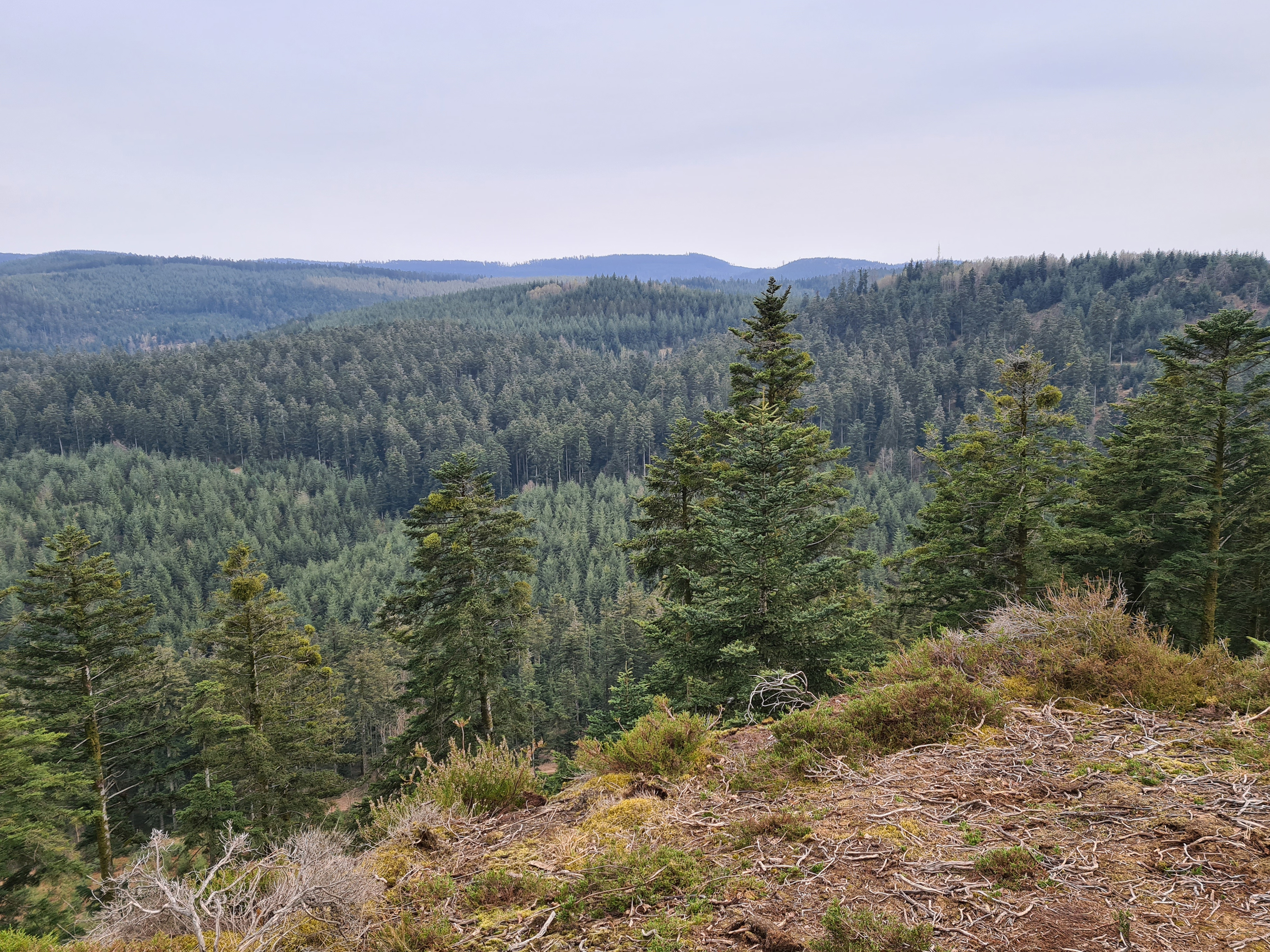
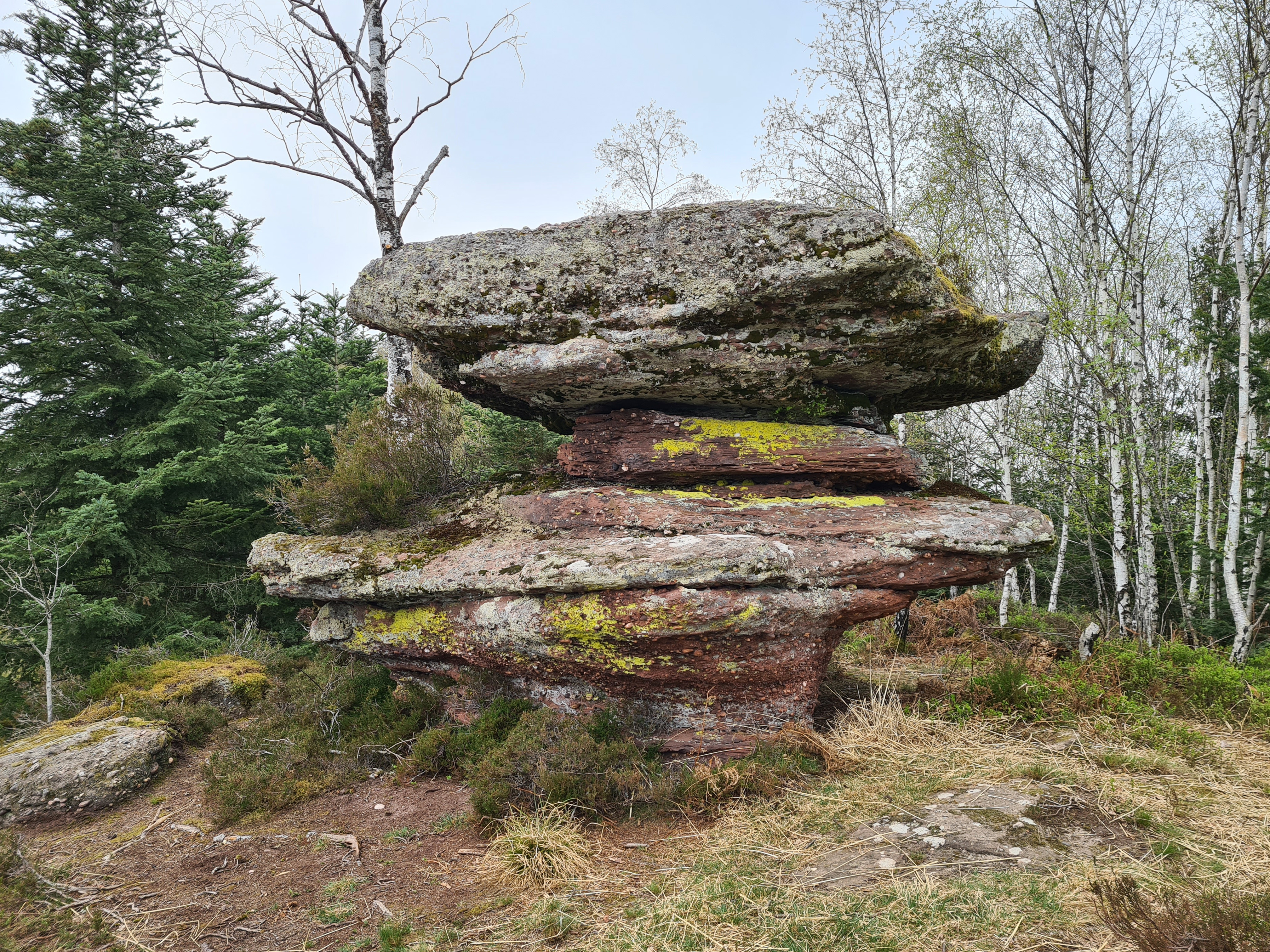
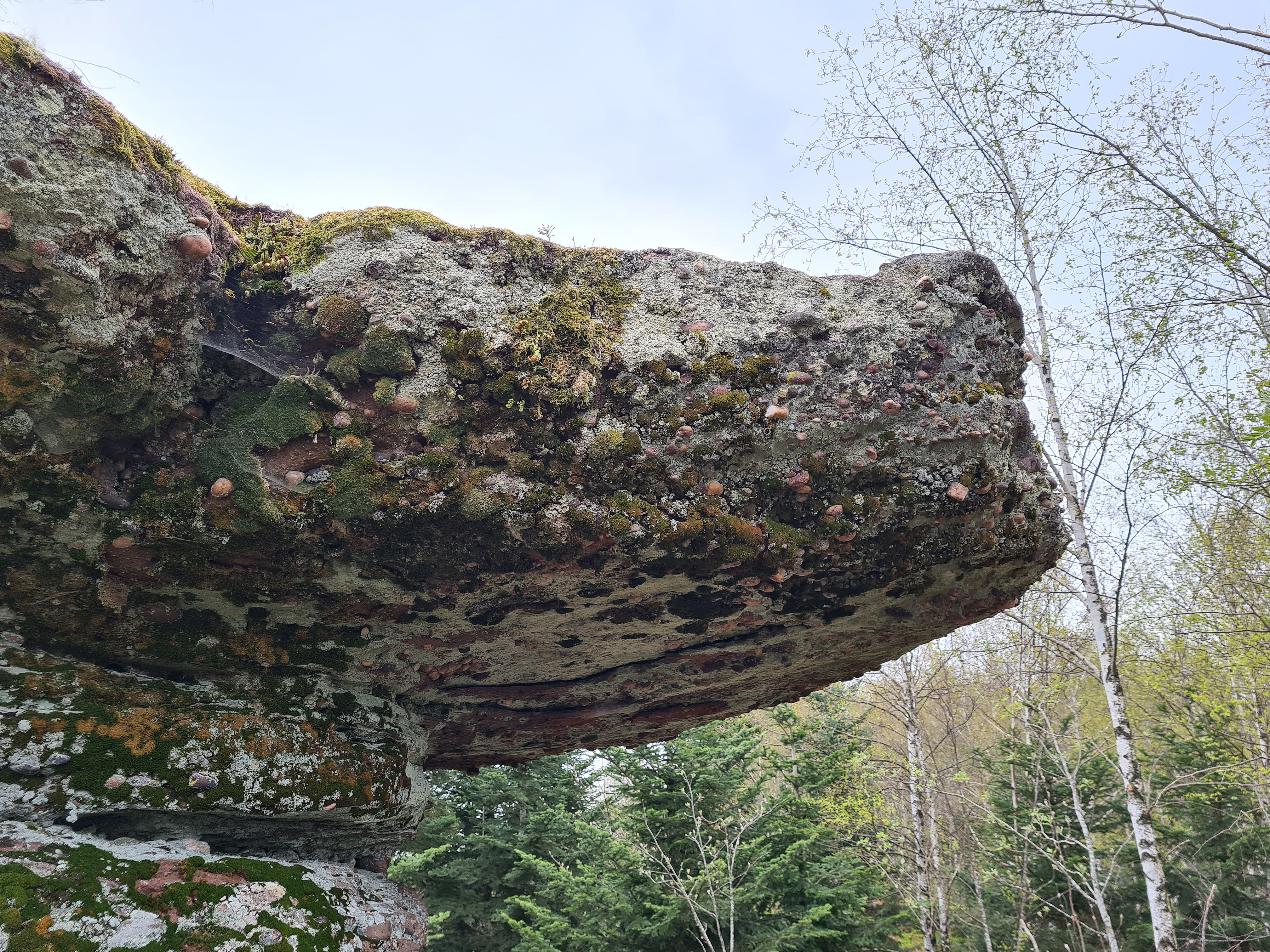

### Hydrographie
La commune est dans le bassin versant du Rhin au sein du bassin Rhin-Meuse. Elle est drainée par la Basse de l'Escargot, la Vezouze, le ru des Cerfs et le ruisseau de Chatillon,.
La Vezouze, d'une longueur de 75 km, prend sa source dans la commune de Saint-Sauveur et se jette  dans la Meurthe à Rehainviller, après avoir traversé 24 communes. 

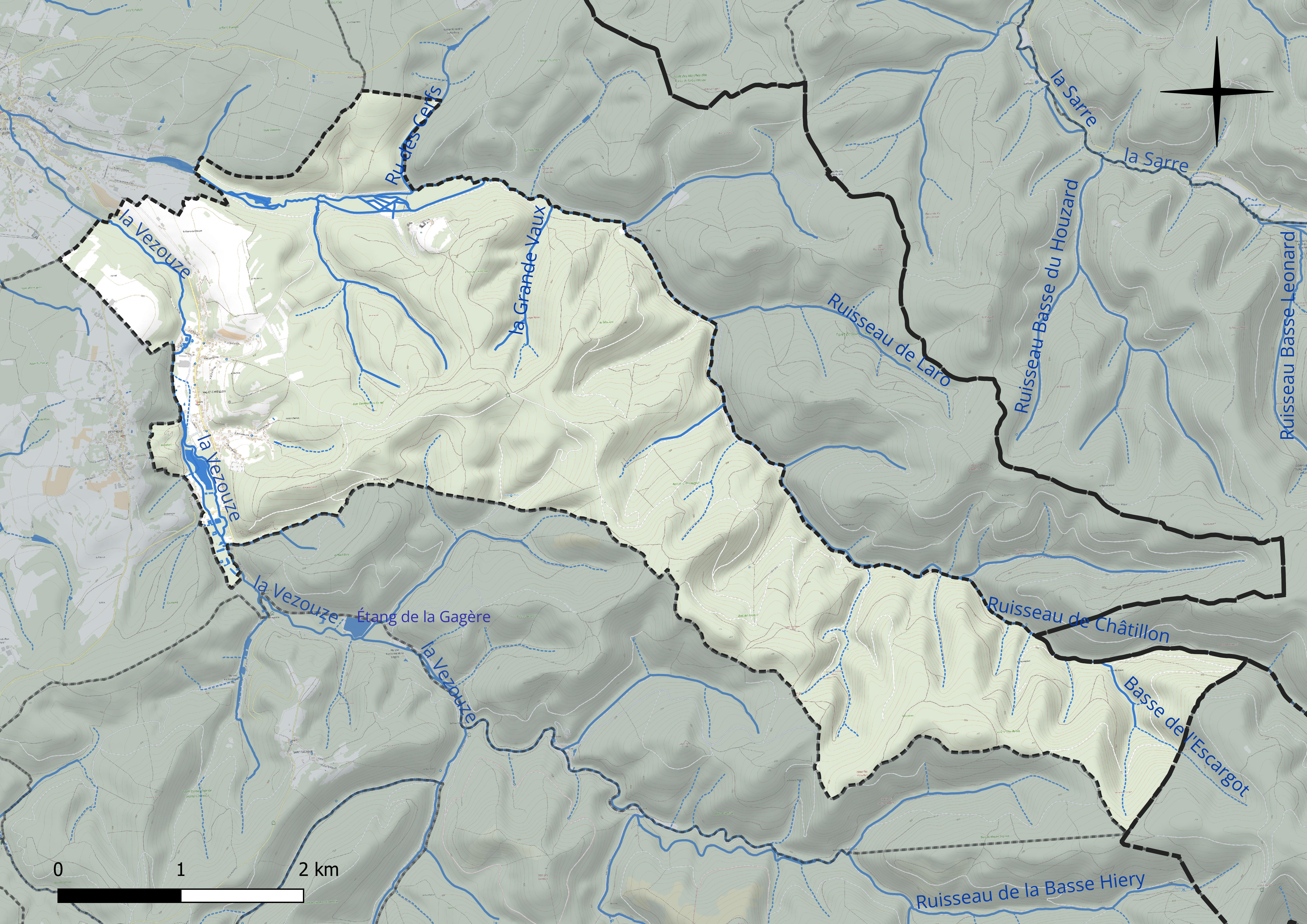
Réseau hydrographique de Val-et-Châtillon.

### Climat
Pour des articles plus généraux, voir Climat du Grand Est et Climat de Meurthe-et-Moselle.
En 2010, le climat de la commune est de type climat de montagne, selon une étude du Centre national de la recherche scientifique s'appuyant sur une série de données couvrant la période 1971-2000. En 2020, Météo-France publie une typologie des climats de la France métropolitaine dans laquelle la commune est exposée à un climat semi-continental et est dans la région climatique  Vosges, caractérisée par une pluviométrie très élevée (1 500 à 2 000 mm/an) en toutes saisons et un hiver rude (moins de 1 °C). 
Pour la période 1971-2000, la température annuelle moyenne est de 9,5 °C, avec une amplitude thermique annuelle de 16,8 °C. Le cumul annuel moyen de précipitations est de 1 104 mm, avec 12,9 jours de précipitations en janvier et 10,4 jours en juillet. Pour la période 1991-2020, la température moyenne annuelle observée sur la station météorologique de Météo-France la plus proche, « Badonviller », sur la commune de Badonviller à 8 km à vol d'oiseau, est de 10,2 °C et le cumul annuel moyen de précipitations est de 1 066,3 mm. 
La température maximale relevée sur cette station est de 39,1 °C, atteinte le 4 août 2022 ; la température minimale est de −22 °C, atteinte le 14 janvier 1960,,. 
Les paramètres climatiques de la commune ont été estimés pour le milieu du siècle (2041-2070) selon différents scénarios d'émission de gaz à effet de serre à partir des nouvelles projections climatiques de référence DRIAS-2020. Ils sont consultables sur un site dédié publié par Météo-France en novembre 2022.

## Urbanisme

### Typologie
Au 1er janvier 2024, Val-et-Châtillon est catégorisée commune rurale à habitat dispersé, selon la nouvelle grille communale de densité à sept niveaux définie par l'Insee en 2022.
Elle est située hors unité urbaine et hors attraction des villes,.

### Occupation des sols
L'occupation des sols de la commune, telle qu'elle ressort de la base de données européenne d’occupation biophysique des sols Corine Land Cover (CLC), est marquée par l'importance des forêts et milieux semi-naturels (90 % en 2018), une proportion sensiblement équivalente à celle de 1990 (90,1 %). La répartition détaillée en 2018 est la suivante : forêts (74,8 %), milieux à végétation arbustive et/ou herbacée (15,2 %), prairies (3,7 %), zones urbanisées (3,6 %), zones agricoles hétérogènes (2,8 %). L'évolution de l’occupation des sols de la commune et de ses infrastructures peut être observée sur les différentes représentations cartographiques du territoire : la carte de Cassini (XVIIIe siècle), la carte d'état-major (1820-1866) et les cartes ou photos aériennes de l'IGN pour la période actuelle (1950 à aujourd'hui).

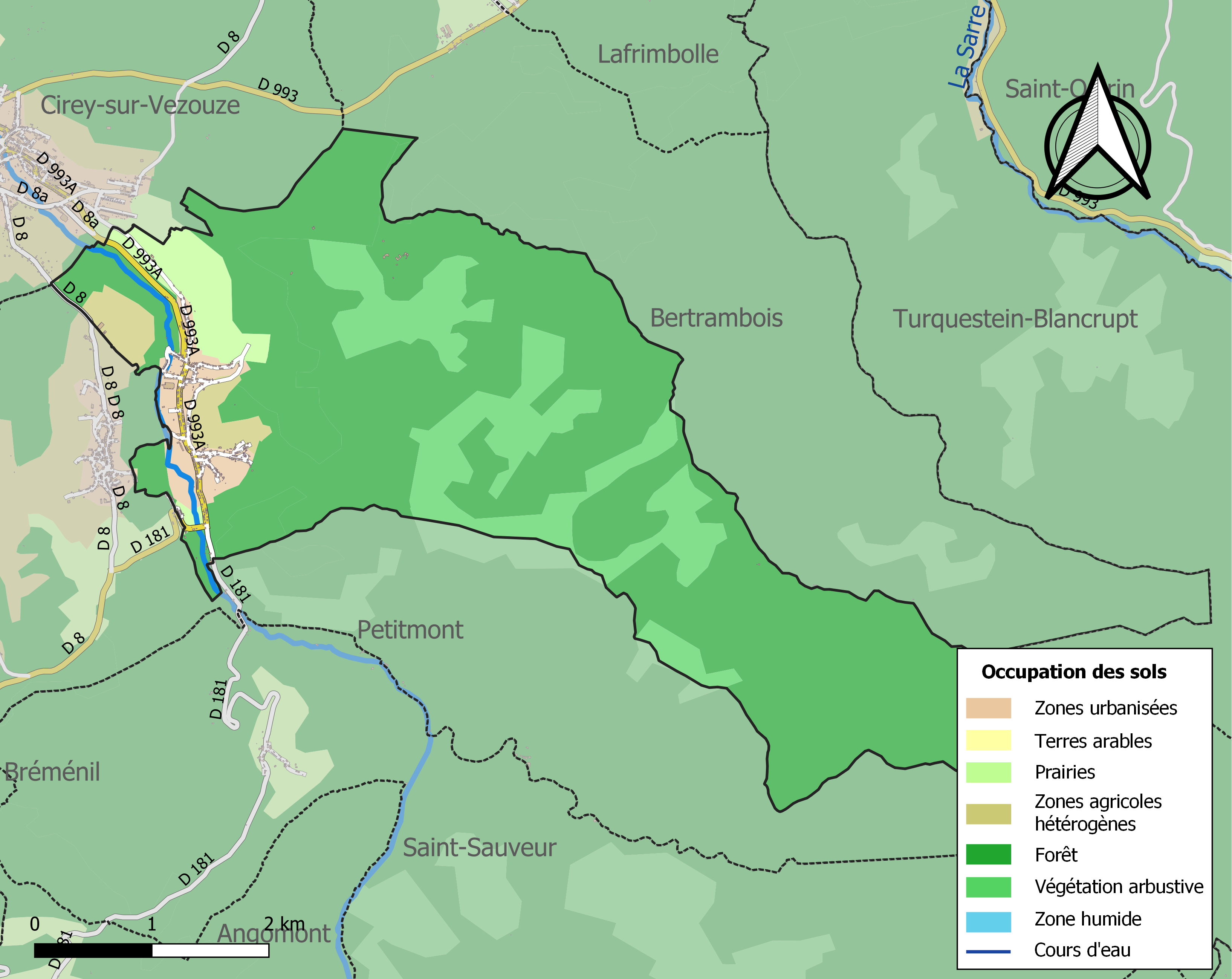
Carte des infrastructures et de l'occupation des sols de la commune en 2018 (CLC).

## Toponymie
Le nom de la localité est attesté sous les formes cella quae nuncupatur Bodonis Monasterium (816) ; Wale (1265) ; Lou Vault de Boinmoustier (1422) ; Le Val-Bonmotier ; Le Val (1790) ; Val-de-Bon-Moutier (1801).

En lorrain : Vala pour une partie, Bon-Moté pour l’autre.

Du latin vallis « vallée », de l’oïl Val (masculin tardif de vallée) , et de Bodonis Monasterium, une abbaye de femmes créée par l'évêque de Toul, Saint Bodon, en 667, qui devint un monastère d'hommes en 910. Les moines quittèrent l'abbaye de Bon Moutier en 1010. L'agglomération des travailleurs de l'abbaye, devenue française en 1552, s'appela « Val de Bon Moutier ». 
En 1801 au cours de la Révolution française, les communes Le Val-Bon-Moutier et Châtillon sont renommées Val-et-Châtillon, nom qu'elle conserve depuis.

Du latin vallis « vallée », de l’oïl Val et de Châtillon, attesté sous les formes Le chaisteil de Chatellon (1323) ; Le bourg de Chaistillon (1352) ; Chastillon-en-Vosge (1408) ; La chastellerie de Chastillon (1427) ; Castellio (1777), qui est le nom d'un bois, d'un château, d'une scierie et moulin (seigneurie) de l'ancienne commune de Val-de-Bon-Moutier ; qualifié de cense-fief avec un château ruiné, en 1756.

## Histoire

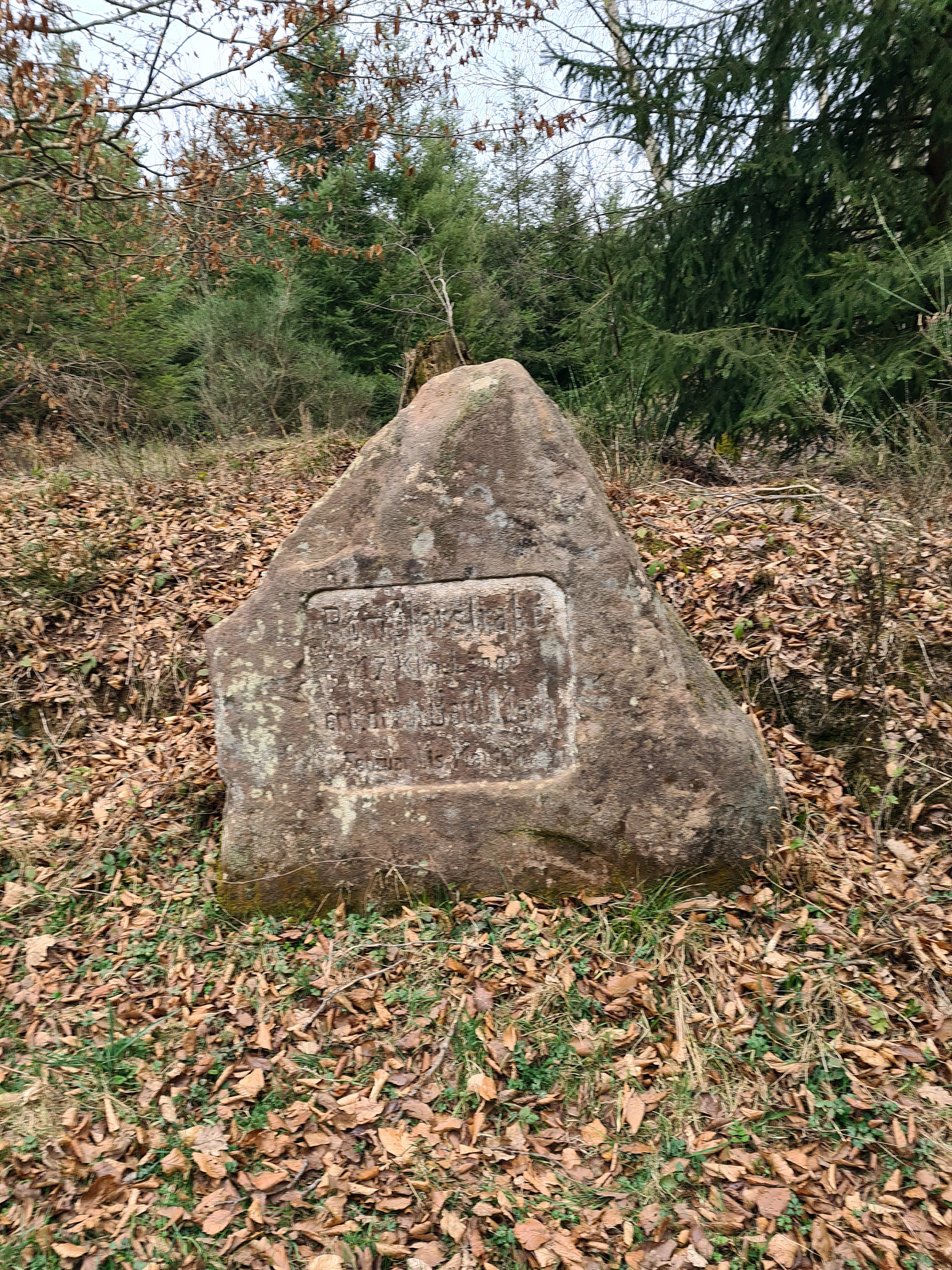
Borne gravée en 1918 par les pionniers allemands qui ont construit la route.

- La première présence humaine attestée remonte à 670. Bodon, évêque de Toul, fonde alors un couvent de femmes, dont sa fille Thiéberge est la première abbesse. L’abbaye est dénommée Bodonis Monasterium jusqu’au XIIIe siècle, puis Bonmoutier. On a appelé l'endroit Val de Bonmoutier jusqu'en 1859, origine d'une des deux parties de la commune de Val-et-Châtillon.
- Des moines bénédictins remplacèrent les religieuses en 910 et, en 996, saint Étienne de Lunéville y mourut.
- En 1010 les moines quittèrent Bonmoutier pour Saint-Sauveur, endroit plus retiré, en 1552, Bonmoutier devint français.
- Par contre, à la même date, la baronnie de Châtillon, fondée en 1314 par Henri Ier de Blâmont, restait sous la souveraineté du duc de Lorraine ; le château fut démantelé sur l'ordre de Richelieu.
- Le village du Val fut dévasté pendant la guerre de Trente Ans.
- Commune formée en 1800 avec les terres de Bonmoutier et celles de la baronnie de Châtillon.
- Le nom actuel apparut en 1859.
- Importantes filatures et tissages de coton de 1850 à 1978[23].

## Politique et administration
| Période                                  | Période      | Identité                                               | Étiquette | Qualité                                                         |
| ---------------------------------------- | ------------ | ------------------------------------------------------ | --------- | --------------------------------------------------------------- |
| Les données manquantes sont à compléter. |              |                                                        |           |                                                                 |
| mai 1800                                 |              | CharlesGabriel Regnault, Baron de Châtillon            |           |                                                                 |
| juillet 1815                             |              | Jean François Souhait                                  |           |                                                                 |
| novembre 1829                            |              | Antoine Louis François, Baron de Klopstein (1775-1857) |           |                                                                 |
|                                          | février 1874 | Louis Alexandre, Baron de Klopstein (1810-1886)        |           |                                                                 |
| mai 1884                                 |              | Louis Antoine, Baron de Klopstein (1850-1902)          |           |                                                                 |
| mai 1896                                 |              | René Veillon                                           |           |                                                                 |
| août 1904                                |              | Jean, Baron de Klopstein                               |           |                                                                 |
| mai 1908                                 |              | René Veillon                                           |           |                                                                 |
| 1920                                     | 1922         | Camille Jean-Baptiste Claude                           |           |                                                                 |
| 1922                                     | 1929         | Charles Joseph Farner                                  |           |                                                                 |
| 1929                                     | 1935         | Hippolyte Germain                                      |           |                                                                 |
| 1935                                     | 1943         | Louis Canaut                                           |           |                                                                 |
| 1943                                     | 1971         | Gratien Lorrain                                        |           |                                                                 |
| 1971                                     | 1977         | Philippe Raymond Joseph André                          |           |                                                                 |
| 1977                                     | 1983         | François Louis Romary                                  |           |                                                                 |
| 1983                                     | 1985         | André Begnigne Georges Marcelet                        |           |                                                                 |
| mai 1985                                 | mars 2008    | Alain Gérard                                           | PS        | Conseiller général du canton de Cirey-sur-Vezouze (2001-2008)   |
| mars 2008                                | mai 2020     | Josiane Tallotte                                       | DVG       | Conseillère générale du canton de Cirey-sur-Vezouze (2008-2015) |
| mai 2020                                 | En cours     | Thierry Culmet                                         |           |                                                                 |

## Population et société

### Démographie
La population, qui comptait plus de 2 000 habitants en 1910, est tombée à moins de 800 depuis la fermeture, en 1978, des filatures et scieries.

L'évolution du nombre d'habitants est connue à travers les recensements de la population effectués dans la commune depuis 1793. Pour les communes de moins de 10 000 habitants, une enquête de recensement portant sur toute la population est réalisée tous les cinq ans, les populations de référence des années intermédiaires étant quant à elles estimées par interpolation ou extrapolation. Pour la commune, le premier recensement exhaustif entrant dans le cadre du nouveau dispositif a été réalisé en 2005.

En 2022, la commune comptait 557 habitants, en évolution de −7,32 % par rapport à 2016 (Meurthe-et-Moselle : −0,13 %, France hors Mayotte : +2,11 %).
| 1793 | 1800 | 1806 | 1821 | 1831 | 1836  | 1841  | 1846  | 1851  |
| ---- | ---- | ---- | ---- | ---- | ----- | ----- | ----- | ----- |
| 555  | 679  | 680  | 825  | 915  | 1 012 | 1 030 | 2 451 | 1 051 |

| 1856  | 1861  | 1872  | 1876  | 1881  | 1886  | 1891  | 1896  | 1901  |
| ----- | ----- | ----- | ----- | ----- | ----- | ----- | ----- | ----- |
| 1 214 | 1 204 | 1 361 | 1 421 | 1 353 | 1 351 | 1 266 | 1 281 | 1 233 |

| 1906  | 1911  | 1921  | 1926  | 1931  | 1936  | 1946  | 1954  | 1962  |
| ----- | ----- | ----- | ----- | ----- | ----- | ----- | ----- | ----- |
| 1 766 | 2 052 | 1 058 | 1 858 | 1 646 | 1 568 | 1 243 | 1 383 | 1 396 |

| 1968  | 1975  | 1982 | 1990 | 1999 | 2005 | 2006 | 2010 | 2015 |
| ----- | ----- | ---- | ---- | ---- | ---- | ---- | ---- | ---- |
| 1 150 | 1 039 | 759  | 675  | 696  | 714  | 703  | 656  | 603  |

| 2020 | 2022 | - | - | - | - | - | - | - |
| ---- | ---- | - | - | - | - | - | - | - |
| 569  | 557  | - | - | - | - | - | - | - |

## Culture locale et patrimoine

### Lieux et monuments
- Château de Châtillon construit en 1324 ruiné à la guerre de Trente Ans démantelé sur l'ordre de Richelieu, vestiges d'une tour XIVe, restauré au XIXe siècle. Le domaine du château en totalité est inscrit au titre des monuments historiques par arrêté du 20 décembre 2016[30].
- Église reconstruite au XVIIIe siècle, clocher 1835.
- Lieu-dit la Croix Collin. Cette croix se trouve sur les hauteurs de la commune (437 m), aux abords du petit chemin d’Allemagne, à l'intersection de plusieurs voies. Elle invite le promeneur à prier pour ce « trait passé - C. Claude an 1817 », comme en témoigne l'inscription gravée dans la pierre[31].

La Croix Collin.
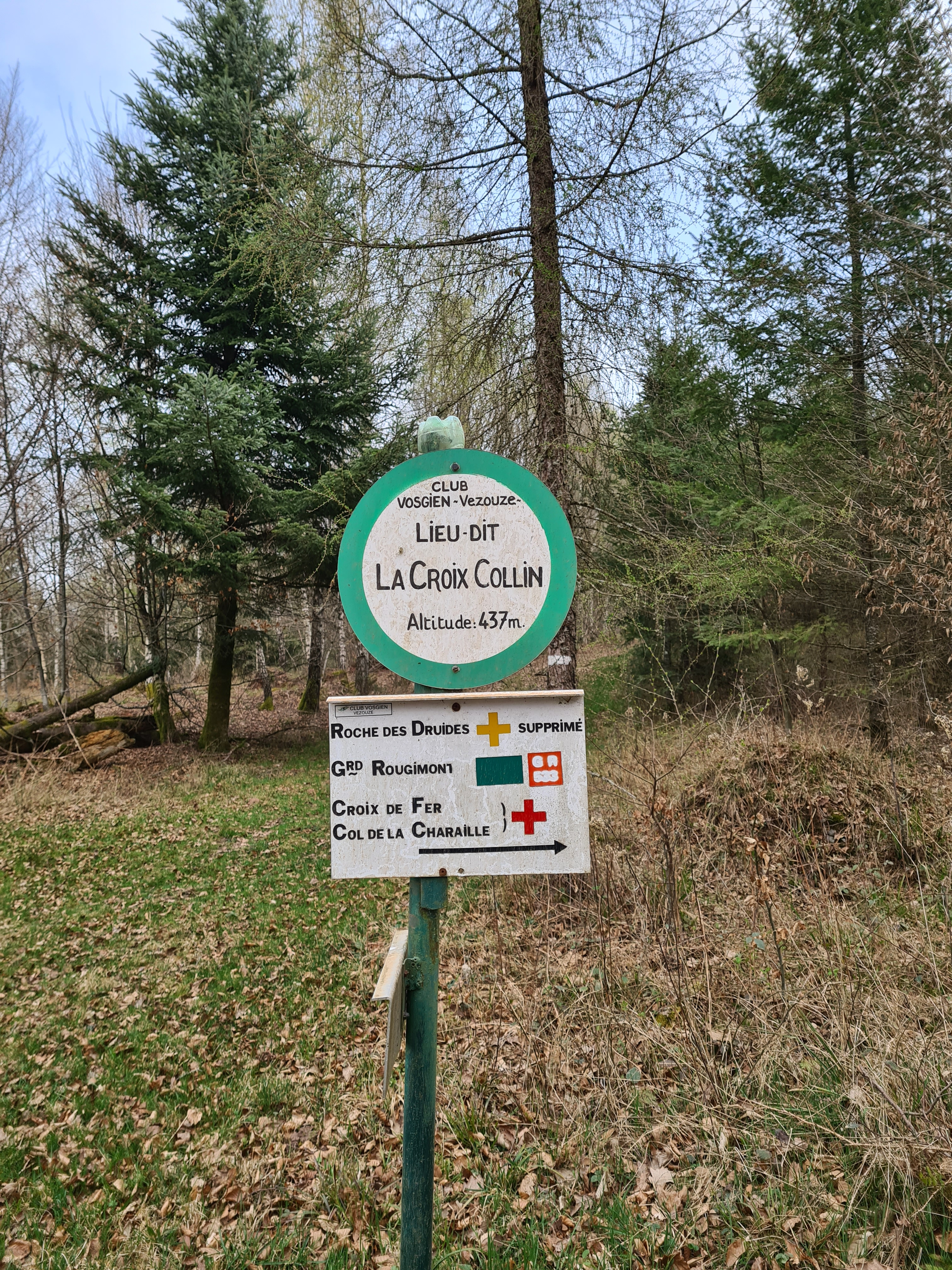
Lieu-dit.
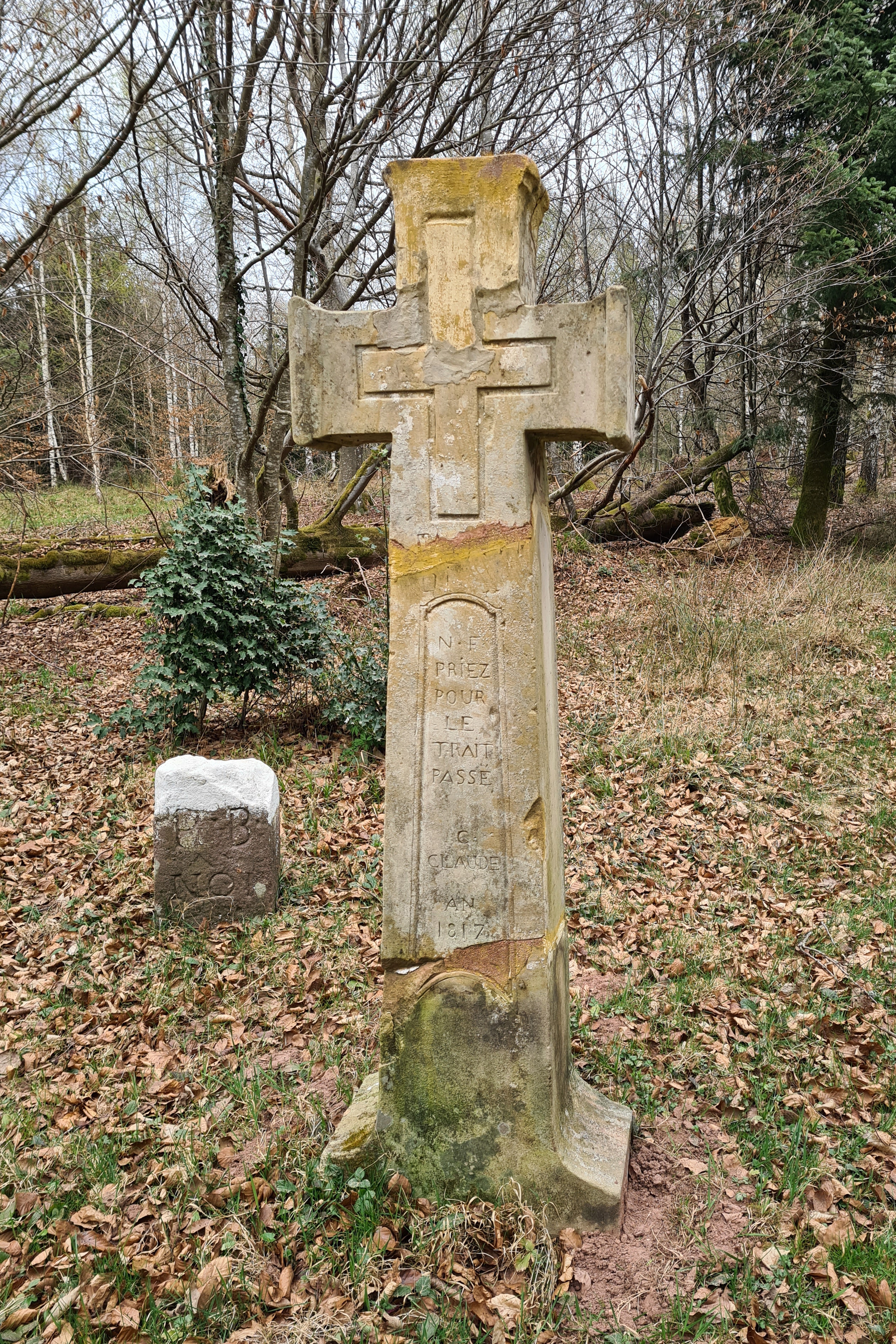
La croix (1817).
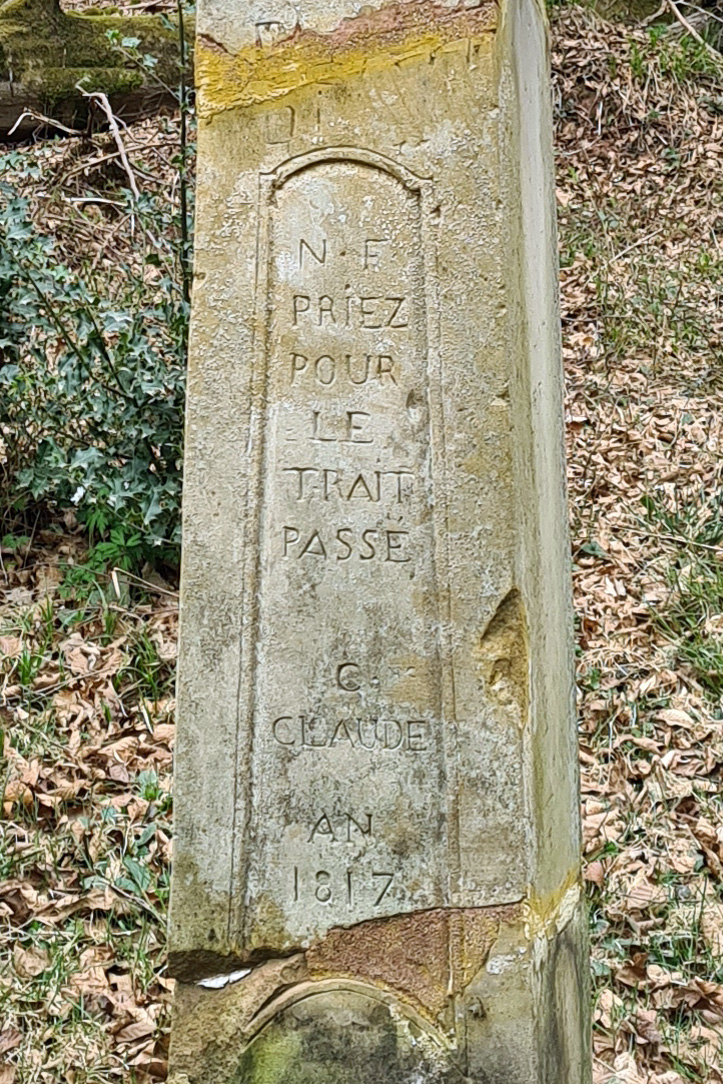
Détail.
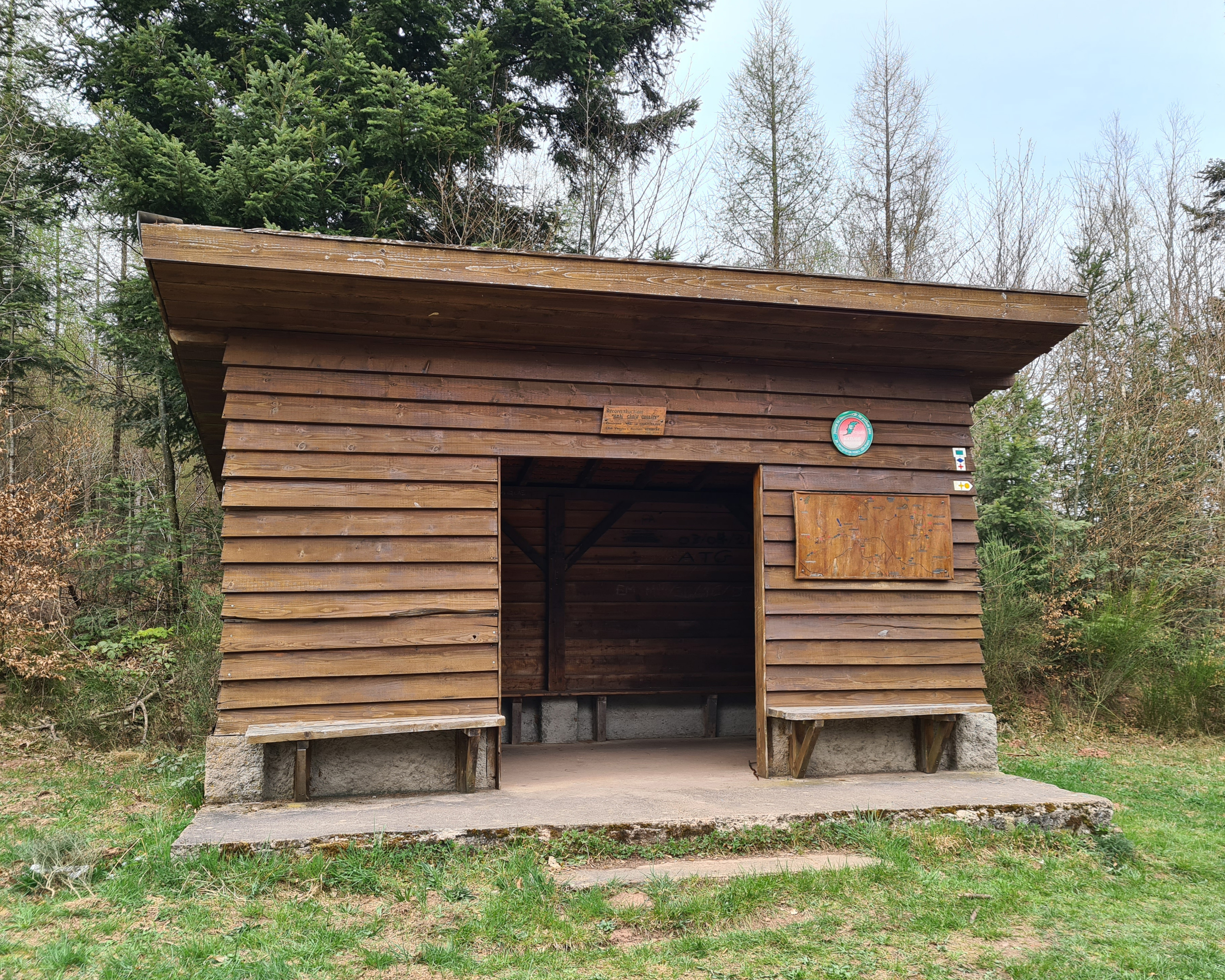
Abri du Club vosgien.

### Personnalités liées à la commune
- Thietberge, fille de Leudin Bodon (évêque de Toul), première abbesse de Bonmoutier (VIIe siècle)
- Eugène Chevandier de Valdrome (1810-1878).
- Alfred Renaudin (1866-1944), peintre, inhumé au cimetière de Val-et-Châtillon.
- Charles Thomas (1913-1944), militaire ancien grand résistant FFI dit « César » tué par les nazis le 14 octobre 1944. Plaque et stèle commémoratives situées à Val-et-Châtillon.

### Héraldique
| Blason de Val-et-Châtillon | Blason  | Blasonnement : de sinople au renard au naturel courant en bande. |
| Blason de Val-et-Châtillon | Détails | Le statut officiel du blason reste à déterminer. |
| Blason de Val-et-Châtillon | Alias   | Variante : écartelé aux 1 - 4 de gueules au chevron d'or et aux 2 - 3 D'or à la croix de gueules frettée d'argent, une crosse abbatiale d'azur brochant sur le tout. |